# سبک‌های نوآوری
مدل‌های نوآوری، به گونه ای نهفته، اشاره به سبک‌های مختلف نوآوری (یادگیری) دارند. بنگاه‌ها روش‌های متفاوتی برای نوآوری در پیش می‌گیرند. سبک بنگاه‌ها به میزان زیادی به توانمندی بنگاه ( مهارت‌ها و دانش موجود) بستگی دارد. برخی مطالعات به وجود دو سبک نوآوری، پژوهش بنیاد (STI) و تجربه بنیاد (DUI) اشاره کرده‌اند. این دو سبک، از گونه‌های مختلف دانش استفاده کرده و دانش حاصل از آن‌ها نیز متفاوت است. دانش مرتبط با نوآوری چهار بعد اصلی دارد: «دانش چه ای»، «دانش چرایی»، «دانش چه کسی»، و «دانش چگونگی».
دانش چه ای اشاره به واقعیت‌ها دارد: مثلا اینکه چند نفر در این شهر زندگی می‌کنند؟ یا چه عناصری در ترکیب این ماده وجود دارد؟ دانش چه ای شبیه به اطلاعات است و می‌تواند به اجزاء کوچکتر تقسیم شود. حوزه‌های پیچیده ای مانند پزشکی یا حقوق وجود دارد که متخصصان آن‌ها با این نوع دانش سر و کار زیادی دارند.
دانش چرایی اشاره به دانش علمی و اصول و قوانین طبیعی، ذهن بشری و جامعه دارد. این نوع دانش برای برای نوآوری در حوزه‌های خاصی مانند صنایع شیمی و الکترونیک بسیار مهم است. دستیابی به این نوع دانش پیشرفت فناوری را سرعت بخشیده و میزان اشتباهات در فرآیندهای سعی و خطا را کاهش می‌دهد. تولید و بازتولید دانش چرایی، اغلب در سازمان‌های تخصصی مانند دانشگاه‌ها و مراکز پژوهشی سازماندهی می‌شود. برای دستیابی به این نوع دانش بنگاه‌ها باید با این گونه از سازمان‌ها تعامل داشته باشد. تعامل بنگاه‌ها  با سازمان‌های تولید دانش چرایی ممکن است مستقیم یا با به کارگیری نیروی کاری که آموزش علمی دیده است، صورت گیرد.
دانش چگونگی به مهارت قابلیت انجام کار اشاره دارد. مهارت در بسیاری از فعالیت‌های اقتصادی از جمله تولید ضروری است. کسی که جنب‌های بازاری یک محصول را بررسی می‌کند، یا مدیر نیروی انسانی که می‌خواهد فردی را استخدام کند، یا کارگر ماهری که با ماشین ابزار پیچیده ای کار می‌کند، همه باید از دانش چگونگی استفاده کنند. دانش چگونگی ویژه کارگر ماهر است و معمولاً در کارآموزی از استاد می آموزد. در عملیات طراحی مهندسی نیز معمولاً راه حل‌هایی به کار گرفته می‌شود که مهندسان بدون اینکه الزاما درک عمیقی از چرایی آن داشته باشند آن‌ها را یاد گرفته و به کار می‌بندند. در عمل دانشمندان هم نیز به این مهرت‌ها نیاز دارند. دانش چگونگی به‌طور نوعی در داخل مرزهای بنگاه ایجاد شده و حفظ می‌شود. اما با افزایش پیچیدگی پایه دانشی بنگاه، ترکیب تقسیم کار و همکاری با سایر بنگاه‌ها، این نوع دانش گسترش می یابد. به همین دلیل دانش چه کسی اهمیت پیدا می‌کند.
دانش چه کسی شامل مهارت‌های اجتماعی است. چه کسی چه چیزی می‌داند و چه کسی می‌داند چگونه چه کاری را انجام دهد. این دانش در واقع مهارت شکل‌دهی روابط اجتماعی با متخصصان برای دستیابی و استفاده از دانش آن هاست. این نوع دانش در اقتصادهای که در آن متخصصان به دلیل تقسیم کار گسترده بین سازمان‌ها به شدت پراکنده هستند، اهمیت زیادی دارد دانش چه کسی در محیط اجتماعی و در محیط آموزش تخصصی، گرد همایی‌ها، جوامع تخصصی و همینطور در تعامل با مشتریان، پیمانکاران و موسسات آموخته می‌شود.
در نوآوری سبک STI، اهمیت زیادی به تولید دانش چرایی داده می‌شود. همانطور که گفته شد، مهم‌ترین منبع این نوع دانش، دانشگاه‌ها، مراکز پژوهشی، و آزمایشگاه‌های تحقیق و توسعه بنگاه‌های صنعتی بزرگ هستند. دانشمندان این موسسات برای برقراری ارتباط با سایر دانشمندان خارج از سازمان خود، ناچارند دانش کسب شده یا تولید شده را به صورتصریح و مستند ( پتنت، مقاله و ... ) درآورند. در سبک STI، حتی اگر یادگیری ( ایده ) برای حل مشکلی محلی آغاز شده باشد، از « دانش جهانی » استفاده می‌شود و منجر به افزایش دانش بالقوه جهانی می‌شود. بدیهی است دانش چه ای پیش نیاز این سبک نوآوری است. بنابراین می‌توان گفت در سبک نوآوری STI ( مبتنی بر پژوهش ) از نتایج فعالیت‌های تحقیق و توسعه و دانش مدون استفاده می‌شود.
نوآوری سبک DUI ( مبتنی بر تجربه ) از دانش ضمنی استفاده کرده و در یادگیری تعاملی و روابط بین کارکنان حاصل می‌شود. این سبک نوآوری منجر به شکل‌گیری دانش چگونگی و دانش چه کسی شده، ضمنی و به شدت وابسته به زمینه و محلی است. در این سبک به جز انواع رسمی یادگیری، انواع غیر رسمی نظیر یادگیری با کار، یادگیری با استفاده، یادگیری با تعامل و یادگیری با جستجو از جمله روش‌های اصلی یادگیری هستند. مطالعات تجربی نشان می‌دهد نوآوری موفق بستگی به توسعه پیوندها و ارتباطات بین بخش‌های طراحی، تولید و فروش در داخل سازمان و همچنین تعامل مداوم با کاربران محصول و حتی تأمین کنندگان مواد و کالا دارد. به عبارتی پیوندهای مورد نیاز برای نوآوری موفق، کل زنجیره عرضه را پوشش می‌دهد 